# Ofa
Pour les articles homonymes, voir Offa.
Ofa (ou Offa[réf. souhaitée] ; en wolaitta : Oofa, en amharique : ኦፋ ) est un woreda du sud de l'Éthiopie situé dans la zone Wolayita. Ce district a 103 870 habitants en 2007 et fait partie de la région des nations, nationalités et peuples du Sud jusqu'au transfert de la zone dans la région Éthiopie du Sud en août 2023. Le chef-lieu, Gesuba ou Gasuba, se détache du district à la fin des années 2010.
Gesuba se trouve une trentaine de kilomètres au sud-ouest de la capitale régionale Sodo,.
Le district s'étend vers le sud jusqu'à la zone Gamo.
| Kindo Koysha |       | Sodo Zuria |
| Kindo Didaye | Ofa   | Humbo      |
|              | Kucha | Boreda     |

Le recensement national de 2007 fait état de 103 870 habitants dans le district dont 5% de citadins qui sont les 5 426 habitants de Gesuba. 
Près de 86 % des habitants sont protestants, 12 % sont  orthodoxes et 1 % sont  catholiques.
En 2022, la population est estimée sur le même périmètre à 211 629 personnes avec une densité de population de 523 personnes par km2 et 404 km2 de superficie.
Le périmètre du district change à la fin des années 2010 avec notamment le détachement de Gesuba, la création de Kawo Koysha et celle de Bayra Koysha.